# ضيا أباد (شيرنغ)
ضیا أباد (بالفارسية: ضیاآباد) هي قرية تقع في إيران في قسم شیرنغ الریفي. يقدر عدد سكانها بـ 272 نسمة .